# تيدي بان
تيدي بان (بالإنجليزية: Teddy Bunn)‏ هو ملحن وعازف قيثارة أمريكي، ولد في 7 مايو 1910 في فريبورت في الولايات المتحدة، وتوفي في 20 يونيو 1978 في لانكستر في الولايات المتحدة.

## وصلات خارجية
- تيدي بان على موقع ميوزك برينز (الإنجليزية)
- تيدي بان على موقع أول ميوزيك (الإنجليزية)
- تيدي بان على موقع ديسكوغز (الإنجليزية)